# Бебербеки
Бебербеки (на латвийски: Beberbeķi) е един от 58-те квартала на Рига. Разположен е в предградието Земгале. Има население от 387 души и обща площ възлизаща на 1,204 km². Бебербеки е един от най-слабо населените квартали на столичния град; в квартала са разположени само частни домове. Бебербеки е отделен от останалата част на града от блатистата гора Мукупурс; намира се близо до Международно летище Рига.